# Jennifer O'Neill
Jennifer O'Neill (n. 20 februarie 1948, Rio de Janeiro, Districtul Federal⁠(d), Brazilia) este o actriță, americană, născută în Brazilia. Printre cele mai cunoscute filme în care a jucat se numără Rio Lobo, Oameni respectabili, Inocentul. 

## Biografie

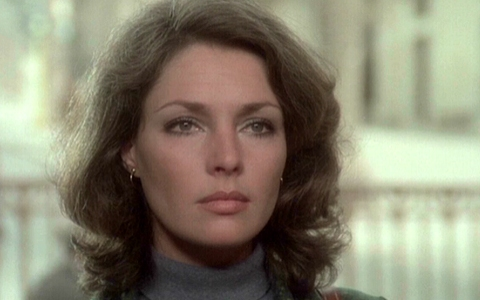
Jennifer O’Neill într-o scenă din filmul Oameni respectabili

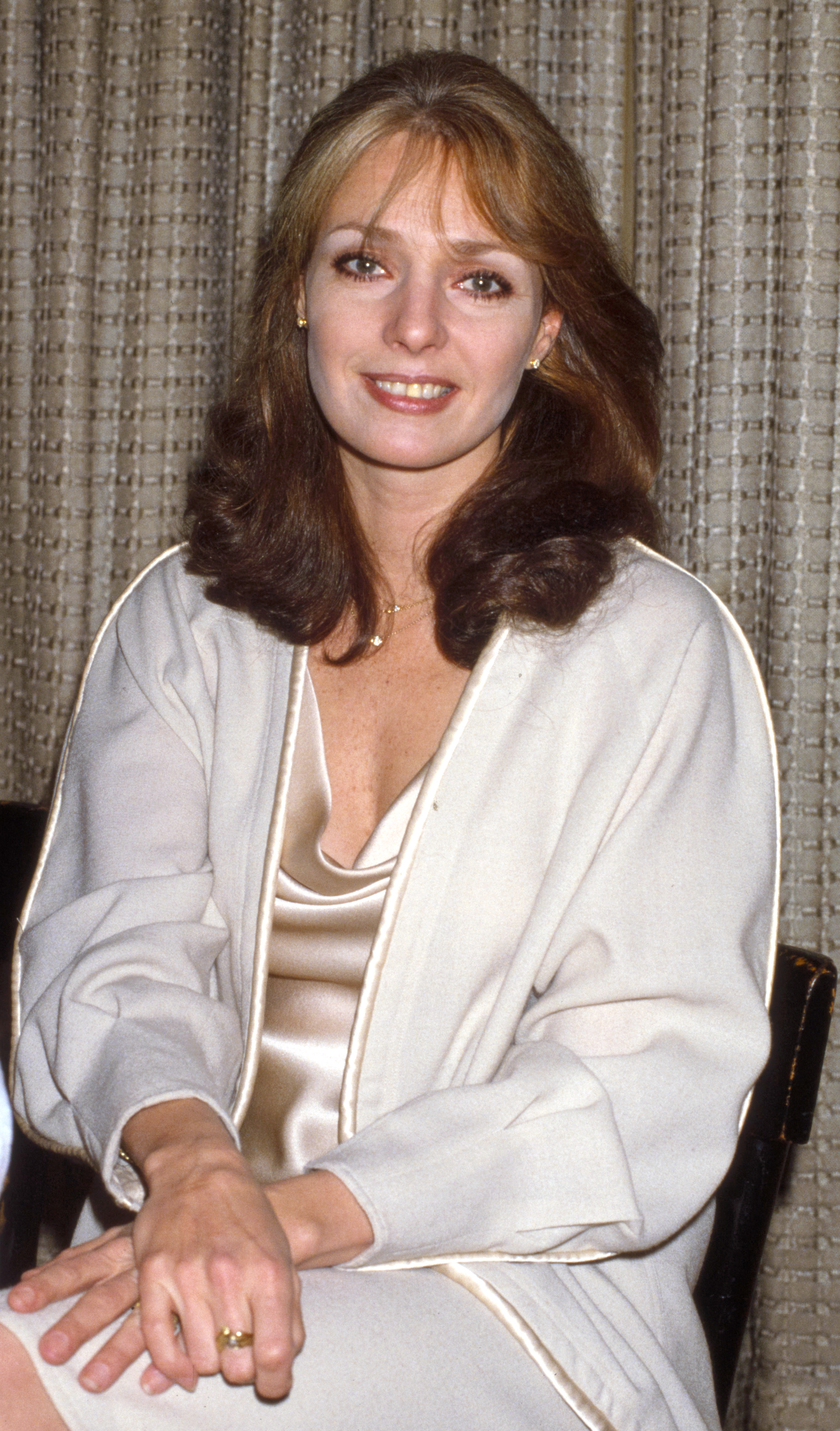
Jennifer O’Neill în 1982

## Filmografie selectivă
- 1968 For Love of Ivy, regia Daniel Mann
- 1969 Some Kind of a Nut, regia Garson Kanin
- 1970 Rio Lobo, regia Howard Hawks
- 1971 Summer of ’42, regia Robert Mulligan
- 1971 Such Good Friends
- 1972 Glass Houses, regia Alexander Singer
- 1972 Tratamentul doctorului Carey (The Carey Treatment), regia Blake Edwards
- 1973 Lady Ice, regia Tom Gries
- 1975 The Reincarnation of Peter Proud
- 1975 Whiffs, regia Ted Post
- 1975 Oameni respectabili (Gente di rispetto), regia Luigi Zampa
- 1976 Inocentul (L’innocente), regia Luchino Visconti
- 1976 Call Girl: La vida privada de una señorita bien
- 1977 Sette note in nero, regia Lucio Fulci
- 1978 Caravans
- 1979 Love’s Savage Fury, film TV
- 1979 A Force of One
- 1979 Steel
- 1980 Cloud Dancer
- 1981 Scanners
- 1981 The Other Victim, film TV
- 1983 Bare Essence, serial TV 11 episoade
- 1984-1985 (Cover Up), serial TV 14 episoade
- 1985 A.D., miniserie cinci episoade
- 1985 Chase, film TV
- 1986 Perry Mason: The Case of the Shooting Star, film TV
- 1987 I Love N.Y., regia Gianni Bozzacchi
- 1988 The Red Spider, film TV
- 1988 Glory Days, film TV
- 1989 Full Exposure: The Sex Tapes Scandal, film TV
- 1990 Personals, film TV
- 1991 Committed
- 1992 Wild Angel
- 1992 Perfect Family, film TV
- 1993 The Cover Girl Murders, film TV
- 1994 Jonathan Stone: Threat of Innocence, film TV
- 1994 Diskretion garantiert (Discretion Assured)
- 1994 The Visual Bible: Acts
- 1995 Silver Strand, film TV
- 1996 Voyeur II
- 1996 Poltergeist: The Legacy, film TV
- 1997 The Corporate Ladder
- 1997 Raney
- 1997 Nash Bridges film TV
- 1997 The Ride
- 1999 The Prince and the Surfer
- 2000 On Music Row film TV
- 2002 Time Changer
- 2008 Billy: The Early Years
- 2012 Last Ounce of Courage
- 2013 Doonby